# Петер Хайек
Петер Хайек (на немски: Peter Hajek) е австрийски журналист, режисьор, продуцент, сценарист.
Заедно с Петер Мозер създава най-известната си работа - „Комисар Рекс“ (1994 – 2004, 2007). Печелил е наградите Grimme-Preis, Eduard Rhein-Preis, Goldene Kamera и Goldene Romy.
Работил е и по сериалите „Бебето Рекс“ (1997), „Моцарт и Майзел“ (1987) и др. Направил е биографични филми за Готфрид Хелнвайн, Андре Хелер, Маргот Вернер и др.